# Clase Sovietsky Soyuz
La clase Sovietsky Soyuz (en ruso Совeцкй Союз) fue una clase de acorazados compuesta por quince buques, de los que se comenzaron a construir cuatro en la antigua Unión Soviética a finales de los años 30, ninguno de los cuales, llegó a terminarse.

## El proyecto
El primer nombre con el que se les conoció, fue Proyecto 23.
Consistía en una serie de 15 acorazados proyectados a finales de los años 30 con ayuda de los ingenieros italianos de la firma Ansaldo que debían de haber entrado en servicio en 1947. 
Pero 15 acorazados supusieron una carga demasiado pesada para la economía Soviética y a mediados de 1940 se decidió suspender el proyecto cuando solo se habían comenzado los trabajos de cuatro de los buques. 

## Unidades de la Clase
De los 15 buques inicialmente planeados, se iniciaron los trabajos de cuatro en tres astilleros distintos entre el verano de 1938 y finales de 1939, todos fueron cancelados a finales de 1940.

### Sovietsky Soyuz
El Sovietsky Soyuz (Совeцкй Союз, Unión Soviética), se comenzó a construir en Leningrado, actual San Petersburgo, el 15 de julio de 1938 y el 19 de octubre de 1940 se dejó de trabajar en él, cuando el casco y parte del blindaje ya estaban terminados. Las máquinas y el resto del blindaje ya se encontraban en los astilleros Ordzhonikidze cuando se ordenó parar los trabajos. 
Entre 1941 y 1944 prácticamente todo su blindaje fue desmontado para usarlo en las defensas terrestres de Leningrado. En 1948 el casco fue cortado en varias secciones y desguazado finalizando los trabajos en 1950.

### Sovietskaya Ukraina
El Sovietskaya Ukraina (Совeцкая Украинская, Ucrania Soviética) fue puesto en grada el 28 de noviembre de 1938 y fue cancelado el 19 de octubre de 1940, se encontraba terminado en un 75% cuando los alemanes ocuparon Nikolaiev (actual Mykolaiv) el 16 de agosto de 1941. 
Estos en principio no pensaron en terminarlo e incluso le desmontaron parte de la artillería secundaria para usarla en fortificaciones terrestres. Algo más adelante trataron de terminarlo pero no le dieron mucha prioridad. 
Cuando los alemanes abandonaron Nikolaiev fue dinamitado. Su desguace terminó en 1947.

### Sovietskaya Bielorossiya
La quilla del Sovietskaya Bielorossiya (Совeцкая Белорусская, Bielorrusia soviética) fue puesta en grada a finales de 1939 en Molotovsk (actual Severodvinsk), fue cancelado el 19 de octubre de 1940. 
Todo el material fue reutilizado por astillero incluyendo una sección de blindaje que fue empleada para test. 

### Sovetskaya Rossiya
El Sovetskaya Rossiya (Совeцкая Российская, Rusia soviética), fue puesto en grada a finales de 1939 en Molotovsk. Fue cancelado el 19 de octubre de 1940. 
Todo lo aprovechable de este buque fue utilizado en las defensas de Leningrado.

## Armamento

### Piezas de 406mm
Su denominación oficial era 406 mm/50 B-37
Estos cañones diseñados y fabricados en la fábrica Bolshevik y fueron el resultado de los esfuerzos soviéticos por conseguir ayuda extranjera para la construcción de sus torres y cañones navales. La mayor parte de esa ayuda vino de Italia e influencio mucho en los diseños tanto de estos acorazados, como de los cruceros y de sus armas navales. 
La idea que tenían era construir un arma de gran alcance y alto poder de penetración, estas condiciones repercutían sobre la vida del tubo del cañón que era bastante corta. 
Un total de 12 piezas se comenzaron a fabricar entre 1939 y 1940 en junio de 1941 todas ellas estaban completadas. A partir de junio de 1941 los trabajos se frenaron y solo una de las piezas había completado sus pruebas
Tenían una longitud del cañón de 20,720 m con 40 surcos en el ánima una capacidad en la recámara de 441,2 l. Eran capaces de realizar entre 1,75 y 2,6 disparos por minuto dependiendo de la elevación del cañón

### Piezas de 152 mm
Su denominación oficial era 15 mm/57 B-38 
Las piezas de 152mm también fueron diseñadas de específicamente para estos buques, aunque ninguna de ellas se llegó a instalar sobre los mismos. Entrando en servicio como armamento naval en 1949 como piezas principales del crucero Chapayev
La longitud de su cañón era de 8,935 m con 40 estrías y una capacidad de recámara de 32,8 litros 
Su cadencia de disparo era de 7,5 disparos por minuto.